# ФК «Десна» в сезоне 2021/2022
Сезон 2021/22 — четвёртый сезон для черниговской «Десны» в украинской Премьер-лиге, а также 57-й сезон в истории клуба.

## Товарищеские матчи
| 10 июля 2021 Товарищеский матч | Десна                    | 3:0     | Чернигов | Чернигов                   |
|                                | Будковский · Безбородько | (отчёт) |          | Стадион: им. Юрия Гагарина |

| 14 июля 2021 Товарищеский матч | Десна                              | 4:2     | ВПК-Агро           | Чернигов                   |
| 18:00                          | Калитвинцев · Арвеладзе · Сафронов | (отчёт) | Кулиш · Литвиненко | Стадион: им. Юрия Гагарина |

| 15 июля 2021 Товарищеский матч | Десна                       | 2:2     | Чайка         | Чернигов                   |
| 18:00                          | Безбородько · Шевцов (пен.) | (отчёт) | Русьян · Лига | Стадион: им. Юрия Гагарина |

| 18 июля 2021 Товарищеский матч | Десна                          | 2:0     | Верес | Буча |
| 18:00 | Тотовицкий 10′ · Завийский 48′ | (отчёт) |       |      |
| Десна: Стартовый состав: Литовка, Сафронов, Цымбалюк, Селин, Картушов, Арвеладзе, Завийский, Калитвинцев, Гуцуляк, Тотовицкий, Будковский |                                |         |       |      |

| 19 июля 2021 Товарищеский матч | Десна | 0:2     | ЛНЗ | Буча |
| 18:00 |       | (отчёт) |     |      |
| Десна: Стартовый состав: Махновский, Жук, Биловар, Харжевский, Пусь, Домбровский, Демяненко, Белич, Волошин, Дегтярёв, Безбородько |       |         |     |      |

## Сезон
См. также: Чемпионат Украины по футболу 2021/2022, Кубок Украины по футболу 2021/2022

### Матчи
Победа
 Ничья
 Поражение
Время начала матчей указано украинское (UTC+2, летом — UTC+3)

#### Премьер-лига
| 25 июля 2021 1 тур | Десна                                                             | 3:0        | Черноморец                                       | Чернигов                                                              |
| 19:30 | Калитвинцев 52′ 56′ · Завийский 80′ · Селин 35' · Калитвинцев 51' | (протокол) | · Авагимян 37' · Билошевский 20' 39' · Ванат 78' | Стадион: им. Юрия Гагарина Зрителей: 3 087 Судья: Алексей Деревинский |
| Десна: Литовка, Сафронов 71' (Жук 71'), Цымбалюк, Селин, Картушов , Завийский, Арвеладзе 87' (Биловар 87'), Калитвинцев, Безбородько 81' (Волошин 81'), Тотовицкий 87' (Белич 87'), Будковский 81' (Шевцов 81') · Остались в запасе: Сидоренко, Дегтярёв |                                                                   |            |                                                  |                                                                       |

| 1 августа 2021 2 тур | Мариуполь                                                   | 1:2        | Десна                                                                           | Мариуполь                                                         |
| 17:00 | Кулаков 65′ · Кащук 28' 35' · Чоботенко 78' · Микитишин 83' | (протокол) | Будковский 71′ · Безбородько 90+2′ · Калитвинцев 49' · Сафронов 64' · Селин 68' | Стадион: им. Владимира Бойко Зрителей: 2 400 Судья: Ярослав Козык |
| Десна: Литовка, Сафронов, Цымбалюк 46' (Жук 46') 75' (Шевцов 75'), Селин, Картушов , Завийский, Арвеладзе 71' (Домбровский 71'), Калитвинцев, Гуцуляк 71' (Безбородько 71'), Тотовицкий 90+5' (Волошин 90+5'), Будковский · Остались в запасе: Сидоренко, Биловар, Дегтярёв |                                                             |            |                                                                                 |                                                                   |

| 9 августа 2021 3 тур | Десна                                                   | 2:0        | Ингулец                  | Чернигов                                                          |
| 19:30 | Безбородько 86′ 90+1′ · Домбровский 30' · Арвеладзе 35' | (протокол) | · Салем 10' · Ситало 57' | Стадион: им. Юрия Гагарина Зрителей: 3 357 Судья: Роман Блавацкий |
| Десна: Литовка, Завийский, Сафронов, Селин, Картушов , Домбровский, Арвеладзе 69' (Цымбалюк 69'), Калитвинцев 90+3' (Дегтярёв 90+3'), Гуцуляк 69' (Безбородько 69'), Тотовицкий 90+3' (Волошин 90+3'), Будковский · Остались в запасе: Мысак, Биловар, Масалов, Шевцов |                                                         |            |                          |                                                                   |

| 14 августа 2021 4 тур | Десна                                          | 2:1      | Днепр-1                                                                       | Чернигов                                                            |
| 19:30 | Безбородько 30′ · Завийский 86′ · Цымбалюк 47' | протокол | Довбик 79′ · Адамюк 33' · Логинов 43' · Ди Франко 40' 59' · Пихалёнок 75' 75' | Стадион: им. Юрия Гагарина Зрителей: 3 587 Судья: Екатерина Монзуль |
| Десна: Литовка, Сафронов, Селин 13' (Волошин 13') 74' (Масалов 74'), Цымбалюк, Картушов , Домбровский, Арвеладзе, Завийский, Калитвинцев 87' (Шевцов 87'), Тотовицкий, Безбородько 74' (Будковский 74') · Остались в запасе: Мысак, Биловар, Дегтярёв |                                                |          |                                                                               |                                                                     |

| 23 августа 2021 5 тур | Динамо | 4:0        | Десна                              | Киев                                                                           |
| 21:30 | Буяльский 30′ 56′ · Цыганков 38′ (пен.) · Завийский 79′ (авт.) · Буяльский 37' · Шапаренко 55' · Забарный 84' · Тымчик 90' | (протокол) | · Домбровский 4' · Завийский 45+2' | Стадион: «Динамо» им. Валерия Лобановского Зрителей: 8 902 Судья: Игорь Пасхал |
| Десна: Литовка, Завийский, Сафронов, Цымбалюк, Масалов 78' (Шевцов 78'), Домбровский, Арвеладзе 46' (Болбат 46'), Калитвинцев, Картушов , Тотовицкий 86' (Дегтярёв 86'), Безбородько 46' (Будковский 46') · Остались в запасе: Мысак, Селин, Демяненко | |            |                                    |                                                                                |

## Трансферы

### Пришли в клуб
| Дата                           | Поз. | Футболист          | Из клуба    | Сумма           | Условия            |
| ------------------------------ | ---- | ------------------ | ----------- | --------------- | ------------------ |
| Летнее трансферное окно (2021) |      |                    |             |                 |                    |
| 14 июля 2021                   | Защ  | Александр Сафронов | Днепр-1     | бесплатно       | контракт на 2 года |
| 15 июля 2021                   | Защ  | Евгений Селин      | Анортосис   | бесплатно       | контракт на 1 год  |
| 15 июля 2021                   | ПЗ   | Тарас Завийский    | Олимпик     | бесплатно       | контракт на 2 года |
| 16 июля 2021                   | Защ  | Евгений Цымбалюк   | Олимпик     | бесплатно       | контракт на 2 года |
| 22 июля 2021                   | Защ  | Вадим Жук          | Полесье     | бесплатно       | контракт на 1 год  |
| 23 июля 2021                   | ПЗ   | Викентий Волошин   | Динамо      | не разглашается | аренда на 1 год    |
| 23 июля 2021                   | Защ  | Кристиан Биловар   | Динамо      | не разглашается | аренда на 1 год    |
| 5 августа 2021                 | Защ  | Александр Масалов  | Динамо-Авто | не разглашается | контракт на 1 год  |
| 5 августа 2021                 | Вр   | Роман Мысак        | Рух         | не разглашается |                    |
| 20 августа 2021                | ПЗ   | Сергей Болбат      | Шахтёр      | не разглашается | аренда             |
| 1 сентября 2021                | ПЗ   | Артём Хацкевич     | Динамо      | не разглашается | аренда             |
| 12 сентября 2021               | Защ  | Алексей Ковтун     | Минай       | бесплатно       | контракт на 1 год  |
| 30 сентября 2021               | ПЗ   | Владлен Юрченко    | Заря        | бесплатно       | контракт на 1 год  |

### Ушли из клуба
| Дата                           | Поз. | Футболист          | В клуб         | Сумма              |
| ------------------------------ | ---- | ------------------ | -------------- | ------------------ |
| Летнее трансферное окно (2021) |      |                    |                |                    |
| 19 мая 2021                    | ПЗ   | Богдан Билошевский | Динамо         | вернулся из аренды |
| 26 мая 2021                    | Защ  | Павел Полегенько   | Ингулец        | бесплатно          |
| 26 мая 2021                    | Защ  | Максим Имереков    | Заря           | бесплатно          |
| 28 мая 2021                    | Защ  | Йоонас Тамм        | Ворскла        | бесплатно          |
| 9 июня 2021                    | Защ  | Ефим Конопля       | Шахтёр         | вернулся из аренды |
| 15 июня 2021                   | Защ  | Андрей Мостовой    | Кривбасс       | бесплатно          |
| 24 июня 2021                   | ПЗ   | Владислав Огиря    | Полесье        | бесплатно          |
| 1 июля 2021                    | Защ  | Андрей Гитченко    | Полесье        | бесплатно          |
| 4 июля 2021                    | ПЗ   | Александр Волков   | ЛНЗ            | бесплатно          |
| 5 июля 2021                    | ПЗ   | Евгений Чепурненко | Диназ          | бесплатно          |
| 5 июля 2021                    | Вр   | Евгений Паст       | Днепр-1        | не разглашается    |
| 7 июля 2021                    | Защ  | Виталий Ермаков    | Металлист 1925 | бесплатно          |
| 16 июля 2021                   | Защ  | Артём Сухоцкий     | без клуба      | бесплатно          |
| 16 июля 2021                   | Защ  | Константин Дима    | без клуба      | бесплатно          |
| 15 августа 2021                | ПЗ   | Алексей Гуцуляк    | Днепр-1        | €500 тыс.          |